# باتريك ميكيتا
باتريك ميكيتا (بالبولندية: Patryk Mikita)‏ هو لاعب كرة قدم بولندي في مركز الهجوم، ولد في 28 ديسمبر 1993 في وارسو في بولندا. شارك مع منتخب بولندا تحت 20 سنة لكرة القدم. أما مع النوادي، فقد لعب مع ليغيا وارسو وويدزي لودز.

## وصلات خارجية
- باتريك ميكيتا على موقع قاعدة بيانات كرة القدم.إي يو (الإنجليزية)
- باتريك ميكيتا على موقع Soccerway.com (الإنجليزية)
- باتريك ميكيتا على موقع AS.com (الإسبانية)